# B4B
B4B(Business-for-Business) 또는 B4B 서비스는 비즈니스(서비스) 위한 비즈니스(사업,영업)를 의미한다. 기업은 일반적으로 마케팅 및 광고, 매출증대, 판로모색, 가격관리, 고객 창출 및 관리, 시장개척, 해외진출, 협업이 필요한 업체 선정 등을 필요로 한다. 기업의 이러한 요구에 대하여 구체적으로 (일련)방안을 제시하고 동시에 실행까지 적극적으로 지원하는 서비스를 말한다. 예를 들면, 정품인증 서비스, 공동구매 서비스, 이벤트 진행 서비스, 고객 창출 및 소통 관리, 해외진출 방안 제시 및 실행, 시장개척 방안 제시 및 실행 등, 이러한 기능이나 서비스를 전반적으로 제공하는 기업을 B4B기업이라 한다. B2B차이는 B4B가 보다 구체적이고도 적극적인 개념이라 하겠다.

## B2B
B2B(Business-to-Business) 또는 기업 대 기업은 기업과 기업 사이의 거래를 기반으로 한 비즈니스 모델을 의미한다. 
B2B와 반대되는 개념으로는 하나의 기업이 다수의 개인을 상대하는 B2C(Business-to-Customer)가 있다. 기업이 필요로 하는 장비, 재료나 공사 입찰 같은 것들이 B2B의 예가 된다.